# Origny-le-Sec
Origny-le-Sec ist eine französische Gemeinde mit 603 Einwohnern (Stand 1. Januar 2022) im Département Aube in der Region Grand Est (vor 2016 Champagne-Ardenne). Der Ort gehört zum Arrondissement Nogent-sur-Seine und zum Kanton Saint-Lyé. Zudem ist die Gemeinde Teil des 2003 gegründeten Gemeindeverbands L’Orvin et de l’Ardusson. Die Einwohner werden Jouquins genannt.

## Geographie
Origny-le-Sec liegt etwa 30 Kilometer nordwestlich von Troyes.
Nachbargemeinden sind Maizières-la-Grande-Paroisse im Norden, Châtres im Nordosten, Orvilliers-Saint-Julien im Osten und Südosten, Ossey-les-Trois-Maisons im Süden und Südwesten sowie Pars-lès-Romilly im Westen.    

## Bevölkerungsentwicklung
| Jahr                       | 1962 | 1968 | 1975 | 1982 | 1990 | 1999 | 2006 | 2011 | 2019 |
| Einwohner                  | 611  | 549  | 475  | 636  | 627  | 593  | 596  | 652  | 595  |
| Quellen: Cassini und INSEE |      |      |      |      |      |      |      |      |      |

## Sehenswürdigkeiten

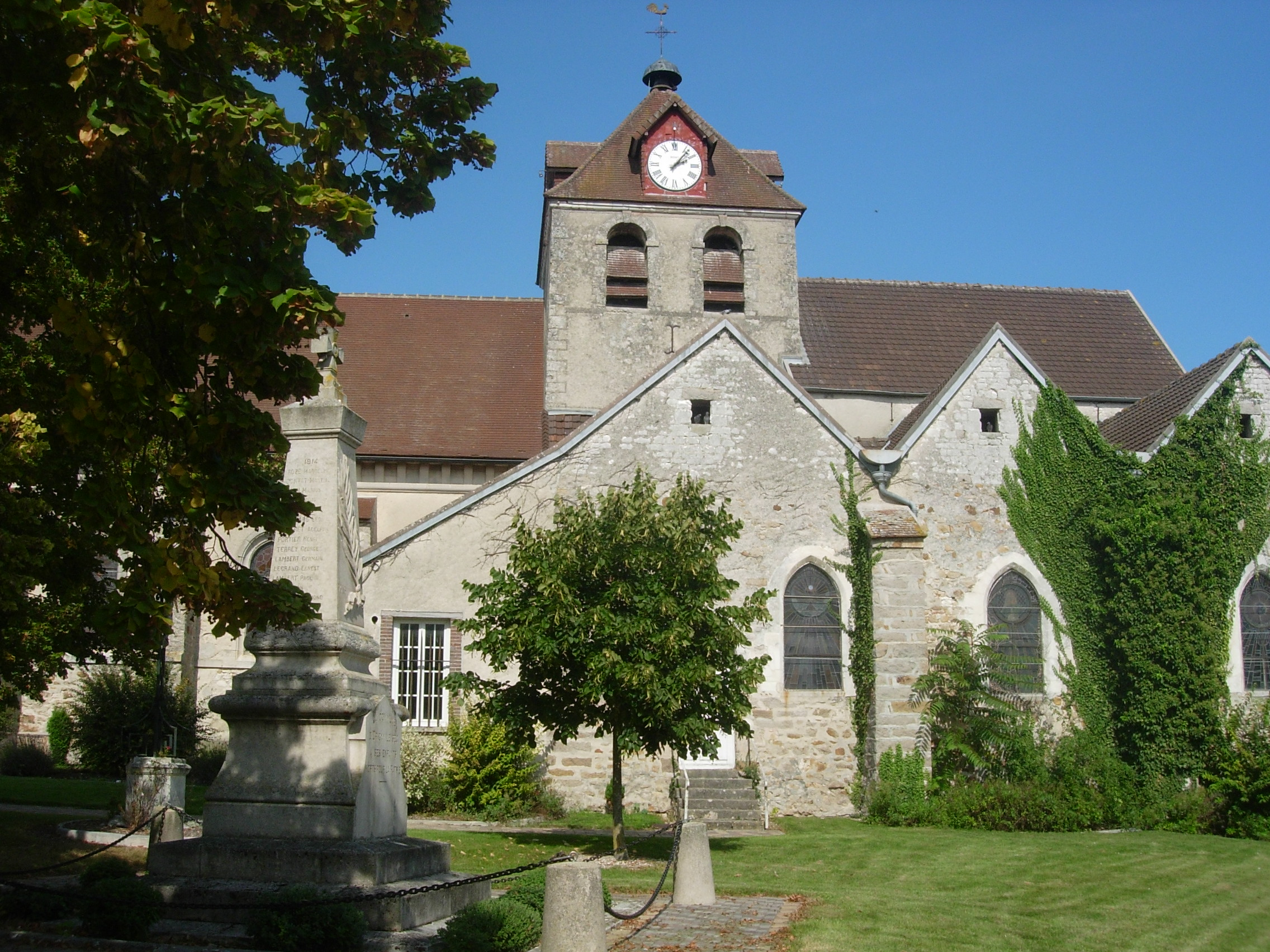
Kirche Saint-Denis

- Kirche Saint-Denis
- Windmühle